# Laboratoire Magmas et volcans
Le laboratoire Magmas et volcans (LMV) est un laboratoire de recherche fondamentale de l'université Clermont-Auvergne à Clermont-Ferrand. Au 1er septembre 2015 il comprenait 80 personnels permanents (64 chercheurs et 26 ingénieurs, techniciens et administratifs) et 47 non permanents. En raison de ses tutelles variées, les chercheurs sont soit des enseignants-chercheurs (universitaires), soit des chercheurs du Centre national de la recherche scientifique (CNRS), soit des chercheurs de l'Institut de recherche pour le développement (IRD), soit des « physiciens d'observatoire » (OPGC-INSU).

## Historique

### Labels
- Le laboratoire Magmas et volcans est labellisé « Pôle d'Excellence Régionale » pendant le contrat de plan État-région (CPER) 2000-2007[1].
- Depuis 2011 le LMV anime le labex ClerVolc (centre clermontois de recherche sur le volcanisme), une constellation d’équipes de recherche appartenant notamment au laboratoire de météorologie physique (LaMP), au laboratoire de physique corpusculaire (LPC), au laboratoire de psychologie sociale et cognitive (LAPSCO), au laboratoire d'informatique, de modélisation et d'optimisation des systèmes (LIMOS) et au laboratoire de mathématiques (LM)[2].

## Fonctionnement
Le laboratoire Magmas et volcans est regroupé avec le Laboratoire de météorologie physique (université Blaise-Pascal) dans un observatoire des sciences de l'univers (OSU) : l'Observatoire de physique du globe de Clermont-Ferrand (OPGC) dont les missions principales portent sur l'acquisition de données d'observation en volcanologie et sur l'évolution du climat, en particulier par l'étude de la formation des nuages et la chimie atmosphérique.

### Tutelles
Le laboratoire Magmas et volcans possède deux tutelles administratives nationales : le CNRS comme UMR no 6524 depuis 1966 et l'IRD depuis 2004.
Le laboratoire possède également deux tutelles administratives régionales : l'université Clermont-Auvergne de Clermont-Ferrand où réside 85 % du personnel et l'université Jean-Monnet de Saint-Étienne.

### Bâtiments en Auvergne

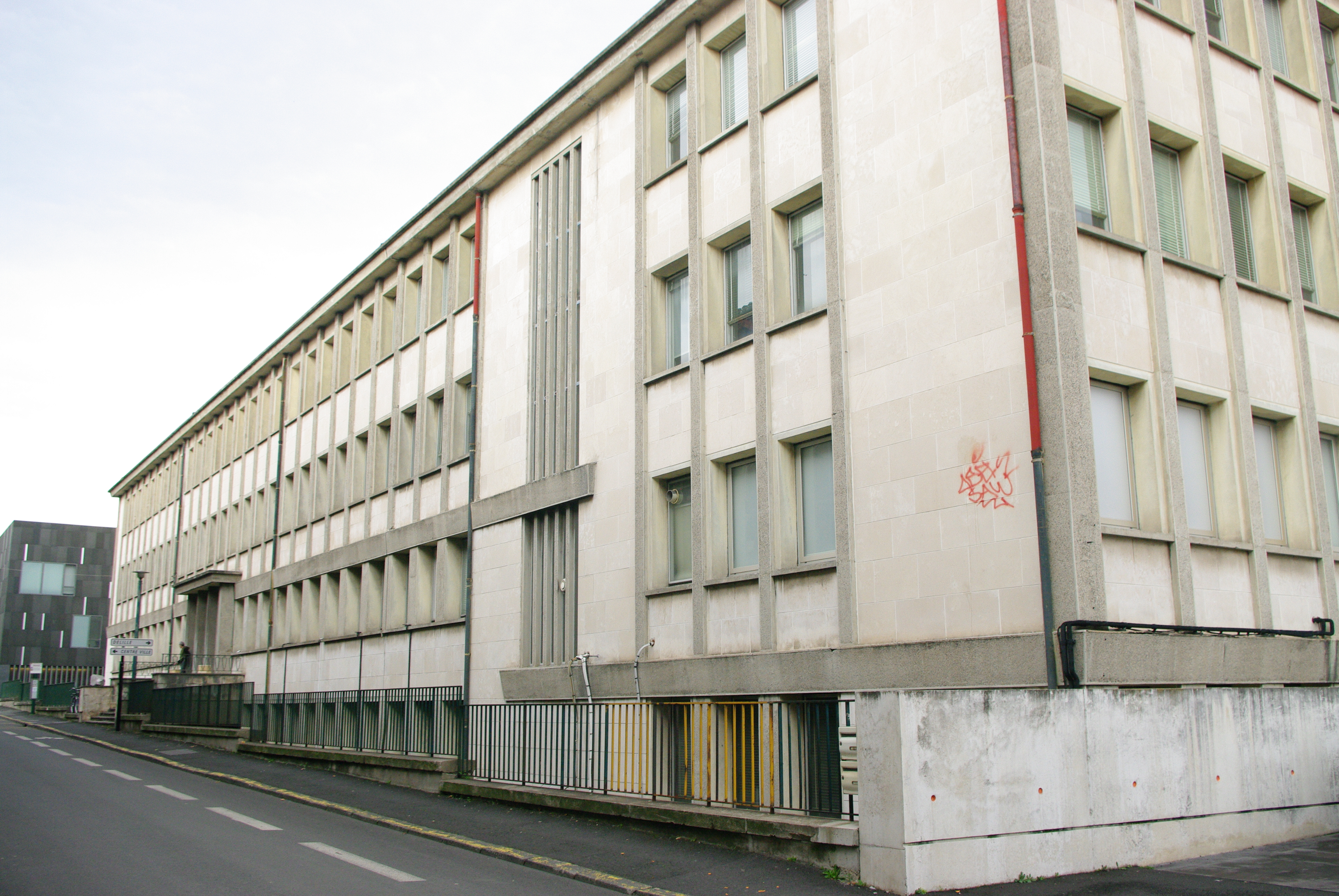
Ancien bâtiment de la rue Kessler.

Situé dans le centre-ville de Clermont-Ferrand depuis 1960, le bâtiment principal du laboratoire Magmas et volcans, vétuste et plus aux normes, est remplacé en février 2016 par un nouveau bâtiment situé sur le campus des Cézeaux (Aubière),. Le nouveau bâtiment est officiellement inauguré le 16 juin 2016.

### Implantation hors Auvergne
En raison de la tutelle IRD, le laboratoire possède une implantation secondaire à l'École polytechnique nationale de Quito (Équateur) où résident en permanence trois à quatre chercheurs du laboratoire. Des implantations existent également avec le département de géologie de l'université de la Nouvelle-Calédonie, le Center of Volcanology and Geological Hazard Mitigation de Bandung (Indonésie) et l'Instituto Geológico Minero y Metalúrgico de Lima (Pérou).
Une convention de recherche rattache trois chercheurs de l'École des mines de Saint-Étienne au laboratoire Magmas et volcans.

## Domaines d'activité

### Volcanologie
L'équipe de volcanologie compte une vingtaine de chercheurs et enseignants-chercheurs permanents, et autant de doctorants et post-doctorants. Ses thématiques incluent le transport et les conditions de stockage des magmas, la dynamique interne des édifices volcaniques et les processus éruptifs. Observations et mesures, sur le terrain ou par télédétection satellitaire, sont couplées à l'expérimentation en laboratoire et à la modélisation numérique. Les volcans des pays partenaires de l’IRD (Chili, Équateur, Indonésie, Pérou, Vanuatu) constituent des cibles d'étude privilégiées.
Axes de recherche :
- transport et stockage des magmas dans la croûte (flux et échelles de temps, formation des réservoirs : chambre magmatique, pluton) ;
- processus dans les conduits et les panaches (fragmentation, styles éruptifs, suivi et caractérisation par télédétection, dégazage magmatique) ;
- écoulements volcaniques (modélisation des coulées de lave, écoulements pyroclastiques, avalanches de débris, tsunamis et lahars, et aléas associés) ;
- évolution des édifices volcaniques (pétro-géochimique, structurale et géomorphologique).

Contribution aux services d’observation de l’OPGC :
- surveillance satellitaire de l’activité volcanique (HOTVOLC) ;
- interférométrie radar (OI2) ;
- radar Doppler volcanologique (Voldorad) ;
- mesure du flux de SO2 par spectrométrie d'absorption (GazVolc) ;
- base de données sur les produits éruptifs (DynVolc) ;
- électromagnétisme, gravimétrie et sismologie (Réseau Sismologique Auvergne).

### Pétrologie
L'équipe de pétrologie compte une vingtaine de chercheurs et enseignants-chercheurs permanents, et une dizaine de doctorants et post-doctorants. Elle étudie les phénomènes volcaniques, pétrologiques et minéralogiques qui se produisent à l'intérieur de la Terre et des autres planètes telluriques. Sa spécificité tient à sa méthodologie, qui est double :
- l'étude des objets naturels (roches magmatiques et métamorphiques, inclusions vitreuses) ;
- l'expérimentation à haute pression (jusqu'à 100 GPa, soit un million de fois la pression atmosphérique) et/ou haute température (jusqu'à 2 000 °C) en utilisant des appareils allant des fours à atmosphère contrôlée jusqu'à la cellule diamant à chauffage laser et au synchrotron.

Principales thématiques de recherche :
- magmatisme et différenciation planétaire :
  - différenciation primitive des planètes et ségrégation du noyau (cristallisation des océans magmatiques),
  - détermination de la composition des faibles degrés de fusion dans le manteau supérieur (fusion du manteau hétérogène) ;
- Cinétique des processus magmatiques :
  - physico-chimie des inclusions magmatiques,
  - ascension et dégazage des magmas,
  - fonctionnement des chambres magmatiques et déclenchement des éruptions ;
- Cycle géodynamique des éléments volatils :
  - rôle des serpentines dans le recyclage pendant la subduction,
  - stabilité des phases hydratées en zone de subduction,
  - stockage de l'eau dans le manteau,
  - comportement des halogènes en zone de subduction,
  - le carbone dans le manteau ;
- Processus d'oxydo-réduction :
  - effet de la fugacité d'oxygène sur le partage des éléments lors de la différenciation (Nb/Ta et V/Yb, notamment),
  - rôle des serpentinites dans le redox du manteau,
  - redox des basaltes.

Plateau d'expérimentation HP/HT :
- Presses multi-enclumes (en) ;
- Pistons-cylindres (en) ;
- Autoclaves (à chauffage interne, à chauffage externe) ;
- Fours 1-atmosphère ;
- Platines microthermométriques (caractérisation des inclusions magmatiques et expérimentation).

### Géochimie
L’équipe de géochimie regroupe une vingtaine de chercheurs et enseignants-chercheurs situés sur les sites de Clermont-Ferrand et Saint-Etienne.
Thématiques principales :
- Source, genèse et chronologie des magmas :
  - géodynamique chimique,
  - processus magmatiques en contexte continental (recyclage dans le volcanisme d’arc de la croûte océanique subductée, formation de batholites) ;
- Éléments volatils et dégazage des magmas :
  - cycle des éléments volatils dans le manteau,
  - comportement des éléments traces,
  - cinétique du dégazage,
  - nouveaux traceurs du dégazage : les éléments légers lithium et bore ;
- Évolution de la Terre primitive :
  - origine et composition de la Terre,
  - évolution précoce de la Terre silicatée (processus de différenciation et chronologie),
  - passage de la Terre archéenne à la Terre moderne (géodynamique archéenne).

Parc instrumental :
- Spectromètre de couplage à plasma inductif d’émission de type ICP-AES (HORIBA Jobin Yvon Ultima C), spectromètres de masse ICPMS (Agilent 7700 et Element 2), MC-ICPMS Neptune Plus et TIMS Triton ;
- Chaîne de comptage α et β, et deux spectromètres α et β pour la datation et le dosage des éléments radioactifs des séries U-Th ;
- Système laser excimer 193 nm Resonetics M-50E pouvant être relié aux différents ICPMS selon les applications (traces, géochronologie U-Th-Pb, isotopes Pb, Nd, Hf) ;
- Salles blanches surpressées dédiées aux différentes méthodes et équipées de hottes à flux d’air laminaire.

### Géologie appliquée et environnement
Le groupe de recherches appliquées et environnement (GRAE) rassemble cinq enseignants-chercheurs et un ou deux doctorants.
Axes de recherche :
- Hydrochimie (caractérisation des circulations au sein du cycle de l'eau à partir des outils géochimiques) :
  - identification de l'origine, de la circulation des eaux et des éventuels pôles de mélange,
  - information sur les processus géochimiques et/ou hydrologiques,
  - détermination des sources d'éléments d'origine naturelle ou anthropique,
  - datation des eaux souterraines ;
- Géotechnique (étude et valorisation de matériaux novateurs utilisables pour la construction) :
  - mise en valeur des formations pyroclastiques (scories, cendres et ponces) dans le domaine des matériaux de construction,
  - valorisation de sous-produits industriels résultant d'un traitement thermique (mâchefers d'incinération d'ordures ménagères et laitiers de hauts-fourneaux).

Méthodologie :
- Expertise de terrain et mise en œuvre d'outils analytiques relevant de l'hydrochimie : classique (ions majeurs, mineurs, traces, carbone organique), isotopique (oxygène 18, deutérium, carbone 13, carbone 14), prospective (CFC, SF6, polluants émergents : pharmaceutiques, phytosanitaires, métaux traces).
- Le GRAE dispose d'un local spécifiquement équipé pour mesurer la résistance mécanique des produits élaborés dans le cadre de la recherche. Il dispose par ailleurs de l'ensemble du potentiel analytique du laboratoire, notamment le MEB et la microsonde électronique.

## Directeurs
- Maurice Roques (1966-1977)
- Jean Didier (1978-1985)
- Philippe Vidal (1986-1993)
- Jacques Kornprobst (1994-1996)
- Daniel Vielzeuf (1997-2003)
- Olivier Merle (2004-2007)
- Pierre Schiano (2008-2016)
- Didier Laporte (2017-)